# Silva (sobrenome)

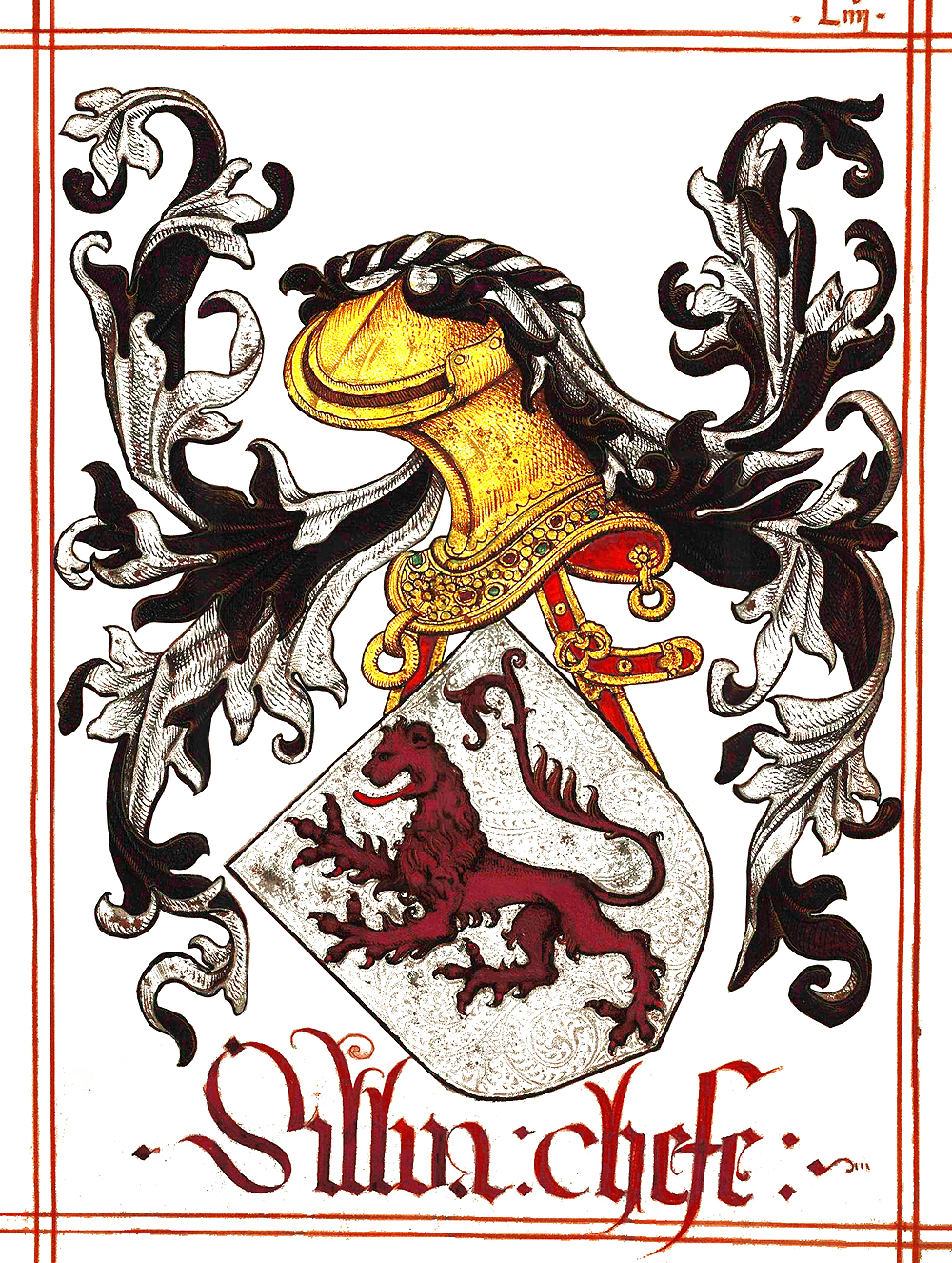
Brasão de armas da família Silva.

Silva é um sobrenome originário de Portugal, sendo o sobrenome mais comum de Portugal e um dos mais populares do Brasil, também sendo encontrado em diversas áreas da Galiza Espanhola. É relativamente popular no México e na Venezuela. No Brasil, cerca de 4 milhões de pessoas têm o sobrenome; em Portugal, cerca de 300 mil pessoas; nos Estados Unidos, cerca de 150 mil pessoas têm o sobrenome, graças principalmente à imigração de brasileiros e portugueses. O povo português constitui o grupo que mais povoou o Brasil. Durante mais de três séculos de colonização, somada à imigração portuguesa no Brasil após a independência. Os portugueses deixaram profundas heranças para a Cultura do Brasil e também para a Composição étnica do Brasil.
O sobrenome Silva tem origem no latim, língua oficial do Império Romano, significando literalmente "Selva"; o sobrenome já era usado no Império Romano antes mesmo de passar à Lusitânia,[carece de fontes?] província romana na Hispânia, que se tornaram os atuais Portugal e Espanha, onde o Sobrenome ganhou certa notoriedade na Europa Latina,[carece de fontes?] além das fronteiras de Roma. Hoje pode ser encontrado em grande número na Espanha, especialmente na Galiza, em toda a América Latina, no Brasil e em ex-colônias de Portugal na África de colonização Portuguesa, como: Angola, Moçambique, Guiné-Bissau, Timor-Leste e Cabo Verde.
Silva pode significar Silva, em refêrencia a vários lugares na Galiza e Portugal com esse nome e não há Selvas nos arredores.

## Origem
A sua origem é claramente toponímica, sendo derivado diretamente da palavra latina "Silva", que significa: "Selva, Floresta ou Bosque", mas derivou do latim medieval (ou seja, do latim vulgar) do nome da amora-silvestre e tem a sua origem portuguesa derivada da Torre e Honra de Silva, que ficava a meio caminho das freguesias de São Julião (Valença) e Silva (Valença), do Concelho de Valença (Portugal). 
Silva já era conhecido como nome de família na Roma Antiga, como, por exemplo, o general romano Lucius Flavius Silva, que viveu no século I, célebre por comandar o exército romano que cercou a rebelião judaica na fortaleza de Massada. No entanto, o nome desapareceu com a queda do Império Romano do Ocidente no século V, ressurgindo na Península Ibérica dos séculos XI e XII entre os Reis de Leão – um dos reinos ibéricos surgidos do período da reconquista cristã medieval, compreendendo o norte de Portugal e o noroeste da Espanha. Alguns genealogistas atribuem a origem dos Silva aos Silvios, ascendentes dos gêmeos Rômulo e Remo, os fundadores de Roma. Os Silvios da Roma Antiga eram uma família lendária que estaria ligada aos reis de Alba Longa e seriam descendentes do herói lendário Eneias. Porém, não há como comprovar a ascendência dos Silvios da Roma Antiga, embora alguns autores citem um antigo manuscrito de Freire Monterroio, ficando assim a ascendência dos reis de Leão a mais provável.[controverso]
Dom Guterre Alderete da Silva foi o primeiro a chamar-se "Silva", no Condado portucalense, embora na época ainda não fosse um sobrenome mas, sim um título nobiliárquico porque era “Rico-homem”, como eram chamados os nobres mais importantes do Reino de Portugal e era senhor de Alderete situada na freguesia de Cerdal e da Torre da Silva, Quinta (propriedade) da Silva, na freguesia de Silva, na região de Valença do Minho. Do nome deste topônimo "Silva" surgiu mais tarde o sobrenome.
D. Guterre, serviu Dom Henrique de Borgonha, conde de Portucale, e esteve junto de Dom Fernando I, reis de Leão e conde de Castela, na tomada de Coimbra aos mouros, em 1040. Seu filho, Paio Guterres da Silva (que viveu entre 1070-1129), foi um dos homens mais importantes do reinado de Dom Afonso VI, de Leão e Castela, e o responsável por dar continuidade ao nome da família. O sobrenome "Silva" foi entre outros sobrenomes, adotado pelos Mouriscos, Moçárabes, camponeses e judeus sefarditas da Península Ibérica (Portugal e Espanha) que adotaram o apelido mais frequente de Portugal em substituição a seus próprios sobrenomes, como consequência da limpeza de sangue e batismos forçados pela Inquisição em função do édito de expulsão de muçulmanos e judeus em 1496.[parcial?]
Em Portugal na Idade Média e pelo menos até ao século XVII, o sobrenome "Silva" era um dos mais nobres do Reino de Portugal.

### Topônimos de origem
- Silva (Barcelos)
- Silva (Miranda do Douro)
- Silva (Valença)

### Topônimos relacionados
Há vários Lugares (vilas e povoados) na Galiza, que é a menor na hierarquia administrativa da Espanha
- Silva (Pol)
- Silva (Outeiro de Rei)
- Silva (Vilalva)
- Entre dezenas de lugares (aldeias) na Galiza

## Difusão
Apesar da enorme difusão na população lusófona em geral, "Silva" também é o sobrenome de importantes famílias nobres portuguesas (ver: Casa de Silva), que normalmente o usavam juntamente com outro Apelido de familia (sobrenome).
É bastante provável que o conjunto de nome e sobrenome mais comum na Comunidade dos Países de Língua Portuguesa, seja João/José da Silva, podendo comparar-se a John Smith em países de língua inglesa, Juan García nos de língua espanhola, Hans Schmidt nos de língua alemã ou a Giovanni Rossi nos de língua italiana.
Em março de 2016, o sobrenome Silva ocupava o 42.° lugar dos nomes mais frequentes de Luxemburgo.
É possível que também haja pessoas de origem galega, já que é comum o apelido vir de topónimos na Galiza como Silva no município de Pol e outro lugar no município de Outeiro de Rei, entre outros lugares.

### Brasil
A ligação do sobrenome com o Brasil começa muitos séculos mais tarde, com o primeiro conde de São Lourenço, Dom Pedro da Silva, governador-geral da colônia entre 1635 e 1639, no final da União Ibérica.
O sobrenome Silva foi trazido ao Brasil pelos portugueses no início da colonização e ondas migratórias posteriores. Sendo atribuído àqueles que não traziam consigo um nome de família ou aqueles que não sabiam dizer ao certo de que cidade ou região de Portugal procedia a família, ou optavam por não declarar. O registro mais antigo desse sobrenome no Brasil é o do alfaiate Pedro da Silva, em 1612. Tendo estabelecido família em São Paulo, Pedro participou da administração colonial e das bandeiras de Lázaro da Costa (1615) e Raposo Tavares (1628). Quase na mesma época, famílias de Portugal carregando o sobrenome "Silva", provavelmente cristãos-novos, fugindo do tribunal da Inquisição, chegaram ao Rio de Janeiro e logo em seguida à Região Sul e à Região Nordeste. 
O sobrenome Silva, bastante comum no mundo português, era adotado normalmente por pessoas sem origem familiar definida, no início da colonização do Brasil, a maioria dos portugueses que queriam começar uma nova vida eram na verdade: Mouriscos e Moçárabes pessoas de sobrenomes árabes, Camponeses e Cristãos-novos, isto é, Judeus portugueses convertidos ao Catolicismo Romano e que buscavam viver em anonimato, assim como os mouriscos, nas novas terras, sem vínculos com o passado de perseguições aos Judeus na Europa, então adotavam o sobrenome mais comum de Portugal, aproveitando-se do “relativo anonimato” que o sobrenome lhes proporcionava. Além disso o sobrenome também ganhou popularidade no Brasil entre os descendentes de indígenas e também dos escravos negros que herdavam por motivos alheios o sobrenome de seus senhores sem qualquer tipo de ligação de parentesco com a família portuguesa como forma de identificação de sua posse, assim podia ser identificado seu senhor ou sinhá e a que família servia. Até a abolição da escravidão em 1888, os escravos negros não possuíam sobrenomes no Brasil.
Ao desembarcar dos navios negreiros vindos da África, os negros eram batizados por padres católicos e ganhavam um nome em português, quando recebiam um sobrenome que geralmente era o mesmo de seu dono, como forma de identificar a quem pertencia. Na época, muitos proprietários de terras e senhores de escravos tinham o sobrenome "Silva".
Um estudo realizado com amostragem de 30.400 pessoas no Brasil mostra que 9,9% dos brasileiros tenham "Silva" no seu sobrenome, seguido por 6,1% com sobrenome "Santos", 5,8% com sobrenome "Oliveira" e 4,9% com sobrenome "Sousa" (ou "Souza").

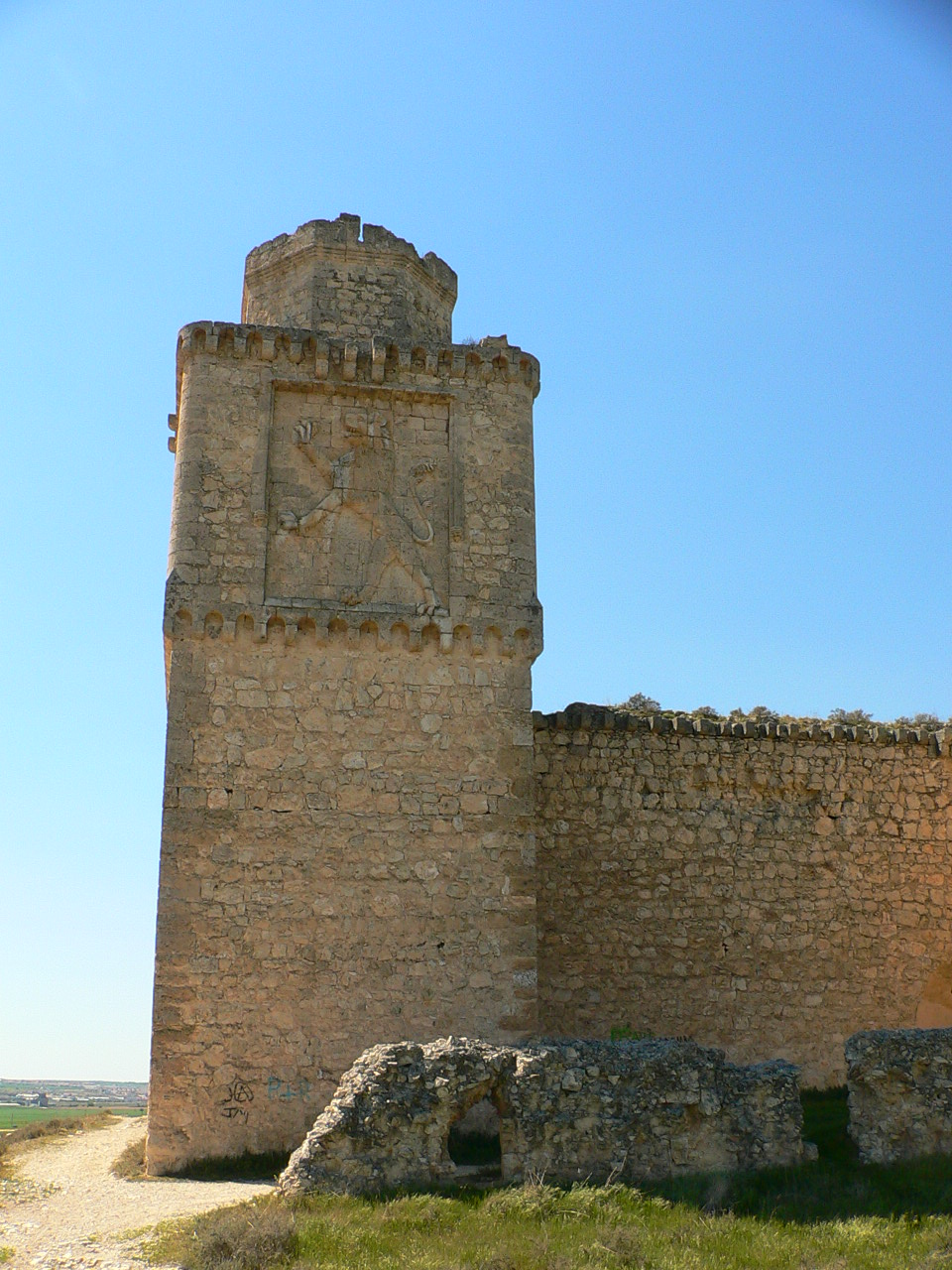
Torre do Castelo de Barcience com em relevo o brasão da casa de Silva

### Espanha
Dois ramos importantes dos Silvas são também encontrados em Espanha com origens em:

Casa de Silva

- Afonso Tenório da Silva, fundador da Casa de Silva, senhor de Barcience nascido em Santarém o seu filho Juan de Silva y Meneses recebeu em 1456 o título de conde de Cifuentes, família que se tornou Grandes do Reino de Espanha.[nota 1]

Casa de Alba

- Rui Gomes da Silva (Chamusca, 27 de Outubro de 1516 – Madrid, 29 de Julho de 1573), príncipe de Éboli, duque de Pastrana, de Francavila e de Estremera, conde de Melito e Grande de Espanha, foi um dos principais validos de Filipe II, rei de Espanha, assumindo o lugar de seu camareiro-mor e um papel capital na política espanhola do século XVI.[31]

Do seu casamento com Doña Ana de Mendoza de la Creda y de Silva Cifuentes ((1540-1592), uma das mulheres mais belas de Espanha), nasceram dez filhos. Um deles, D. Rodrigo de Silva y Mendoza (1562-1596) II Duque de Pastrana, casado com D. Ana de Portugal y Borja (1570-1629), descendente do rei Fernando I de Portugal, deu origem à linhagem De Silva Portugal ; enquanto outro filho, D. Diego de Silva y Mendoza (1564-1630), I Marquês de Alenquer e III Duque de Francavilla, deu origem à linhagem De Silva Alenquer. Linhagem que do casamento entre seu filho Don Rodrigo de Silva Mendoza y Sarmiento (1600-1664) e Dona Isabel Fernández de Ixar [(1603-1642) V Duquesa de Ixar, deu a linhagem De Silva Fernández de Ixar.
A sua linhagem está hoje fundida com a Casa de Alba, como podemos ver no brasão dos Alba (no canto superior direito). A mãe do atual 19.º Duque de Alba (Carlos Fitz-James Stuart) era María del Rosario Cayetana .. Fitz-James Stuart y de Silva Falcó y Gurtubay.

### Itália
A divisão da Casa De Silva Fernández de Híjar Portugal em três linhagens (duas espanholas e uma italiana) deveu-se a três filhos nascidos dos dois casamentos de Don Andres Avelino de Silva Fernández de Híjar Portugal y Fernández de Córdoba (1806-1885), XIV Conde-Duque de Aliaga e Conde de Palma del Rio. Do primeiro casamento com Doña Josefina de Ferrari y Bonet (1819-1876) (filha de Don Jeronimo de Ferrari de Parma, “Kapellmeister” do rei Fernando VII de Borbone) nasceu Doña Josefa Maria del Carmen de Silva Fernández de Híjar Portugal (1837-1906); que, com sua filha -doña María Dolores (1861-1923)- e com o filho de Doña María Dolores, Don Vittorio Umberto de Silva Fernández de Híjar Portugal (1881/1954) [filho ilegítimo de quem Doña Maria Dolores de Silva Fernández de Híjar Portugal teve com Don Carlos Maria Fitz James Stuart y Portocarrero Palafox (1849-1901)XVI duque de Alba] por descendência matrilinear deu origem à linhagem italiana ainda existente.

### Áustria
João Gomes da Silva (* 1671; † 1738), 4.º conde de Tarouca embaixador do Rei de Portugal em Viena, casou-se com Joana de Menezes. Seu filho Manuel Teles da Silva, Duque de Sylva-Tarouca e Turnhout, Conselheiro Privado e Presidente do Supremo Conselho Holandês-Italiano, casado com Amalie Duquesa de Holstein-Beck, foi o progenitor da família na Áustria. A família possuía terras na Boêmia na Morávia e no Piemonte, O palácio
Sylva-Tarouca em Viena, hoje museu Albertina, e o Castelo de Gosau em Salzkammergut. Em 1907, a família recebeu a cadeira hereditária na Herrenhaus, a câmara alta do parlamento austríaco.

## Brasão de armas
Os Silvas vão buscar as suas armas de brasão à casa dos reis de Leão e são compostas por um fundo de prata onde sobressai um leão de púrpura ou vermelho que se encontra armado e lampassado de vermelho ou azul. Por timbre, tem o referido leão do escudo.